# Ian Charleson Award
Der Ian Charleson Award ist ein britischer Theaterpreis, der seit 1991 in Gedenken an Ian Charleson durch die Sunday Times und das Royal National Theatre an Schauspieler unter 30 Jahren für die beste Darstellung in einem klassischen Stück vergeben wird. (Ein klassisches Stück war zu Beginn als vor 1900 geschrieben definiert, seit 2008 ist die Grenze vor 1918.) 
Der Preis wurde 1990 von John Peter, dem Theaterkritiker der Sunday Times, initiiert, nachdem er 1989 Ian Charlesons Darstellung als Hamlet im National Theatre rezensiert hatte. Charleson war im Januar 1990 an AIDS verstorben, wodurch die Öffentlichkeit erst erfahren hatte, dass er seine letzten Auftritte 1989 schwerkrank geleistet hatte. Besonders beigetragen zur Idee, ihn zu ehren, habe der Nachruf durch Richard Eyre, dem damaligen Artistic Director des National Theatre.
Die Preisverleihung findet bei einem privaten Essen in einem Restaurant des National Theatre ohne Kameras und Presse statt. Die ersten drei Plätze werden mit einem Geldpreis von 5.000, 1.500 und 500 Pfund ausgezeichnet; weitere Nominierte erhalten eine Empfehlung („Commendation“).
Einmal, für das Jahr 1997, kam es zur Auszeichnung zwei Erstplatzierter, für die das erste und das zweite Preisgeld zusammengelegt und dann zweigeteilt wurde.

## Gewinner
Die Jahreszahlen sind das Jahr, in dem die Schauspieler in den entsprechenden Aufführung auftraten, für die sie nominiert wurden; die Vergabe der Auszeichnungen findet im nachfolgenden Jahr statt.

### 1990–1999
| Jahr | 1. Platz                                  | 2. Platz                                                                      | 3. Platz                                                          | Special Commendation                                          | Commendations |
| ---- | ----------------------------------------- | ----------------------------------------------------------------------------- | ----------------------------------------------------------------- | ------------------------------------------------------------- | --- |
| 1990 | Ian Hughes in Torquato Tasso              | Paterson Joseph in König Lear, Verlorene Liebesmüh, The Last Days of Don Juan | Simon Russell Beale in Die Möwe, Troilus und Cressida, Edward II. |                                                               | - Saskia Wickham in Onkel Wanja |
| 1991 | Joe Dixon in Wie es euch gefällt          | Jennifer Ehle in Tartuffe                                                     |                                                                   | Iain Glen in Hamlet                                           | - Adrian Lester in Wie es euch gefällt - Tom Hollander in Wie es euch gefällt - Hugh Bonneville in The Virtuoso, Zwei Herren aus Verona, Schade, dass sie eine Hure ist, The Alchemist - Caroline Quentin in Die Möwe |
| 1992 | Tom Hollander in The Way of the World     | Toby Stephens in Ende gut, alles gut                                          |                                                                   | Ian Hughes in Hamlet                                          | - Mabel Aitken in Onkel Wanja - Sophie Thursfield in Nora oder Ein Puppenheim - Nick Waring in Die Möwe |
| 1993 | Emma Fielding in Die Schule der Frauen    | Mark Lockyer in Der Sturm, König Lear, Der Kaufmann von Venedig               | Helen McCrory in Trelawney of the Wells                           |                                                               | - Adrian Scarborough in Die Komödie der Irrungen - Michael Sheen in Don’t Fool with Love - Helen Baxendale in The Soldiers |
| 1994 | Toby Stephens in Coriolanus               | Anastasia Hille in Maß für Maß                                                | Jude Law in Ion                                                   |                                                               | - Henry Ian Cusick in König Ödipus, Torquato Tasso - Marianne Jean-Baptiste in Maß für Maß - Mark Bazeley in Maß für Maß - Guy Lankester in Was ihr wollt |
| 1995 | Lucy Whybrow in Easter                    | Victoria Hamilton in Baumeister Solness                                       | Catherine Russell in Drei Schwestern                              |                                                               | - Paul Bettany in Julius Caesar - Zubin Varla in Romeo und Julia - Rakie Ayola in The Way of the World - Alexandra Gilbreath in König Lear - John Light in The Tower - Julian Rhind-Tutt in Richard II. - Benedick Bates in Don Karlos |
| 1996 | Alexandra Gilbreath in Hedda Gabler       | Derbhle Crotty in Klein Eyolf                                                 | Damian Lewis in Klein Eyolf                                       | Tom Hollander in Tartuffe                                     | - Ian Pepperell in Hamlet - Carol Starks in Hedda Gabler - Rebecca Johnson in Lady Windermeres Fächer - Scott Handy in Die Herzogin von Malfi |
| 1997 | Mark Bazeley und Dominic West in Die Möwe | James Dreyfus in Julius Caesar                                                |                                                                   | - Michael Sheen in Heinrich V. - Tom Hollander in Der Revisor | - Kate Ashfield in Woyzeck - Toby Cockerell in Heinrich V. - Dominic Curtis in Wie es euch gefällt - Anne-Marie Duff in König Lear - Ray Fearon in Romeo und Julia - Zoe Waites in Romeo und Julia - Victoria Hamilton in The Provok’d Wife - Andrew Howard in Elektra - Jason Hughes in The Illusion - Julia Sawalha in The Illusion - Paul McEneany in Ein Sommernachtstraum - Lise Stevenson in Maß für Maß |
| 1998 | Claudie Blakley in Die Möwe               | Kevin McKidd in Britannicus                                                   | Paul Hilton in Wie es euch gefällt                                |                                                               | - Kathy Kiera Clarke in Medea - Hermione Gulliford in Was ihr wollt - Thusitha Jayasundera in Was ihr wollt - Susan Lynch in Gewitter - Stephen Mangan in Viel Lärm um nichts, The School of Scandal - Matthew Macfayden in Viel Lärm um nichts, The School of Scandal - Jo McInnes in Onkel Wanja - David Oyelowo in Die Schutzflehenden - Kelly Reilly in The London Cuckolds                                |
| 1999 | Rupert Penry-Jones in Don Karlos          | Gabrielle Jordan in Der Kaufmann von Venedig                                  | Megan Dodds in Hamlet                                             |                                                               | - Ariyon Bakare in Der Diener zweier Herren - Emma Cuniffe in Baumeister Solness - Jude Law in Schade, dass sie eine Hure ist - Aidan McArdle in Othello, Ein Sommernachtstraum - Patrick Moy in Macbeth - Kirsten Parker in Was ihr wollt - Claire Price in Don Karlos - Iain Robertson in The Mysteries |

### 2000–2009
| Jahr | 1. Platz                                                                       | 2. Platz                                             | 3. Platz                                                   | Special Commendation                                                              | Commendations |
| ---- | ------------------------------------------------------------------------------ | ---------------------------------------------------- | ---------------------------------------------------------- | --------------------------------------------------------------------------------- | --- |
| 2000 | David Oyelowo in Heinrich V.                                                   | John Light in Die Möwe                               | Zoe Waites in The White Devil                              |                                                                                   | - Nancy Carroll in Heinrich VI. - James O’Donnell in Heinrich VI. - Joe Renton in Heinrich VI. - Chiwetel Ejiofor in Romeo und Julia - Martin Hutson in Wie es euch gefällt - Molly Innes in Elektra - Justine Waddell in Die Möwe - David Tennant in Die Komödie der Irrungen - Sam Troughton in Heinrich VI. |
| 2001 | Claire Price in The Relapse                                                    | Zoe Waites in Was ihr wollt                          | James D’Arcy in Edward II.                                 |                                                                                   | - Claire Cox in Julius Caesar - Benedict Cumberbatch in Verlorene Liebesmüh - August Diehl in Die Möwe - John Hopkins in Julius Caesar - Johanna Wokalek in Die Möwe - Martin Hutson in Gespenster - Gerald Kyd in Verlorene Liebesmüh - Kevin Lennon in Schade dass sie eine Hure ist - Kirsten Parker in Verlorene Liebesmüh - Sam Troughton in Richard III. - Zubin Varla in Der Sturm - Kaye Wragg in Onkel Wanja |
| 2002 | Rebecca Hall in Frau Warrens Beruf                                             | Daniel Evans in Der Sturm und Gespenster             | Iain Robertson in Der Sturm                                |                                                                                   | - Nonso Anozie in König Lear - Justin Avoth in Ein Sommernachtstraum - Lucy Black in Was ihr wollt - Nancy Carroll in König Lear - Dan Fredenburgh in Prinz Friedrich von Homburg oder die Schlacht bei Fehrbellin - Naomi Frederick in Drei Schwestern - Ryan Kiggell in König Lear - Kananu Kirimi in Perikles, Fürst von Tyrus - Claire Price in Der Sturm - Sam Troughton in Tartuffe |
| 2003 | Lisa Dillon in Baumeister Solness                                              | Louisa Clein in Die Frau vom Meer                    | Eve Myles in Titus Andronicus, Der Widerspenstigen Zähmung | - Rebecca Hall in Wie es euch gefällt - Felicite du Jeu in Heinrich V.            | - Jamie Beamish in Zwei Herren aus Verona - Kelly Bright in Die Möwe - Nancy Carroll in Ein Sommernachtstraum - Rory Kinnear in Der Widerspenstigen Zähmung - Emma Lowndes in Die Möwe - Tobias Menzies in Drei Schwestern - Joseph Millson in Wie es euch gefällt - Paul Ready in Die Komödie der Irrungen - Steven Robertson in Die Möwe |
| 2004 | Nonso Anozie in Othello                                                        | Naomi Frederick in Maß für Maß                       | Ben Whishaw in Hamlet                                      |                                                                                   | - Nikki Amuka-Bird in Was ihr wollt - Elliot Cowan in Don Karlos - Richard Glaves in Candida - Jake Harders in Candida - Caroline Martin in Othello - David Nicolle in Ion - Matthew Rhys in König Lear - Dan Stevens in Wie es euch gefällt |
| 2005 | Mariah Gale in Was ihr wollt, Schade dass sie eine Hure ist und The Last Waltz | Sinéad Matthews in Die Wildente, Man kann nie wissen | Benedict Cumberbatch in Hedda Gabler                       |                                                                                   | - Peter Bramhill in Sir Thomas More - Michelle Dockery in Stützen der Gesellschaft - Edward Hogg in Woyzeck - Rory Kinnear in Maria Stuart - James Loye in Cymbeline und Was ihr wollt - Lyndsey Marshal in Der eingebildete Kranke - Caitlin Mottram in Ein Sommernachtstraum - Nicholas Shaw in Easter |
| 2006 | Andrea Riseborough in Maß für Maß und Fräulein Julie                           | Catherine Hamilton in The Madras House               | Hattie Morahan in Die Möwe                                 |                                                                                   | - Bryan Dick in The Alchemist - Trystan Gravelle in Das Wintermärchen - Tom Hiddleston in The Changeling - Sally Leonard in A Family Affair - Laura Rees in Titus Andronicus - Amit Shah in The Alchemist - Lex Shrapnel in Heinrich VI. - Ony Uhiara in Perikles - Jodie Whittaker in Enemies |
| 2007 | Rory Kinnear in Philistines, The Man of Mode                                   | Michelle Dockery in Pygmalion                        | Tom Hiddleston in Othello                                  |                                                                                   | - Edward Bennett in Nan, Diana of Dobson’s, Pygmalion, Othello, Gespenster - Gabriel Fleary in The Changeling - Harry Hadden-Paton in Romeo und Julia, The Importance of Being Earnest - Daniel Hawksford in Viel Lärm um nichts - John Heffernan in König Lear - Richard Madden in Romeo und Julia - Carey Mulligan in Die Möwe - Pippa Nixon in Der Kaufman von Venedig - Amy Noble in Chains - Claudia Renton in Ein idealer Gatte - Dominic Tighe in Der Widerspenstigen Zähmung - Tom Vaughan-Lawlor in Heinrich V.                                               |
| 2008 | Tom Burke in Creditors                                                         | Edward Bennett in Hamlet, Verlorene Liebesmüh        | John Heffernan in Major Barbara                            | - Mariah Gale in Hamlet - Tom Hiddleston in Iwanow - Andrea Riseborough in Iwanow | - Charles Aitken in Othello - David Ajala in Hamlet, Ein Sommernachtstraum - Hayley Atwell in Major Barbara - Beth Cooke in Drei Schwestern - Tom Davey in Hamlet - Natalie Dew in Was ihr wollt - Ryan Gage in Ein Sommernachtstraum - Oliver Le Sueur in Der Widerspenstigen Zähmung, Hamlet - Gwilym Lee in König Ödipus - Ella Smith in Verlorene Liebesmüh - Alex Waldmann in Was ihr wollt |
| 2009 | Ruth Negga in Phèdre                                                           | Max Bennett in Maß für Maß, Frau Warrens Beruf       | Natalie Dew in Wie es euch gefällt                         | - Mariah Gale in Wie es euch gefällt - Rebecca Hall in Das Wintermärchen          | - Hedydd Dylan in Pygmalion - Tracy Ifeachor in Wie es euch gefällt - Max Irons in Wallenstein - Tunji Kasim in Julius Caesar - Vanessa Kirby in Gespenster - Keira Knightley in Der Menschenfeind - Jack Laskey in Wie es euch gefällt - Harry Lloyd in Gespenster - John Macmillan in Macbeth, Hamlet - David Ononokpono in Wie es euch gefällt - Henry Pettigrew in Hamlet - Prasanna Puwanarajah in Thyestes - George Rainsford in Ende gut, alles gut - Sam Swainsbury in Ein Sommernachtstraum, Der Kaufmann von Venedig - Ellie Turner in Die Schule der Frauen |

### 2010–2019
| Jahr | 1. Platz                                      | 2. Platz                                       | 3. Platz                                                                        | Special Commendation | Commendations |
| ---- | --------------------------------------------- | ---------------------------------------------- | ------------------------------------------------------------------------------- | -------------------- | --- |
| 2010 | Gwilym Lee in König Lear                      | Zawe Ashton in Salome                          | Vanessa Kirby in Women Beware Women, Wie es euch gefällt, Ein Sommernachtstraum |                      | - Pippa Bennett-Warner in König Lear - Natalie Dormer in Liebelei - Susannah Fielding in Ein Volksfeind - Melody Grove in The Importance of Being Earnest - Cush Jumbo in Pygmalion - Ferdinand Kingsley in Hamlet - James McArdle in Macbeth, Ein Monat auf dem Lande - Jessica Raine in Gespenster - Catrin Stewart in Die Frau vom Meer - Joseph Timms in Heinrich VI. - Charity Wakefield in The Rivals - Ashley Zhangazha in König Lear |
| 2011 | Cush Jumbo in Wie es euch gefällt             | Damien Molony in Schade dass sie eine Hure ist | Jodie McNee in Die Möwe                                                         |                      | - Hiran Abeysekera in Tartuffe - Jade Anouka in Hamlet - Mark Arends in Macbeth - Sebastian Armesto in A Woman Killed with Kindness - John Heffernan in Richard II. - Ffion Jolly in Die Komödie der Irrungen - Ben Mansfield in Was ihr wollt - Sam Marks in Maß für Maß - Matthew Needham in Britannicus - Eddie Redmayne in Richard II. - Lara Rossi in Emperor and Galilean - Sara Vickers in Schade dass sie eine Hure ist              |
| 2012 | Ashley Zhangazha in Macbeth                   | Amy Morgan in Die Unschuld vom Lande           | Lara Rossi in The Alchemist                                                     |                      | - Jade Anouka in Julius Caesar - Alys Daroy in Der Waldteufel - Holly Earl in Der Vater - Kurt Egyiawan in Bérénice - Paapa Essiedu in Die lustigen Weiber von Windsor - Johnny Flynn in Was ihr wollt - Aysha Kala in Viel Lärm um nichts - Vanessa Kirby in Drei Schwestern - Simon Manyonda in Julius Caesar - Luke Norris in Antigone - Ailish Symons in The Importance of Being Earnest - Ellie Turner in Hindle Wakes                  |
| 2013 | Jack Lowden in Gespenster                     | Jessie Buckley in Der Sturm und Heinrich V.    | Graham Butler in Heinrich VI.                                                   |                      | - Fisayo Akinade in Was ihr wollt - Elliot Barnes-Worell in Richard II. - Nari Blair-Mangat in Macbeth - Gavin Fowler in Ein Sommernachtstraum, Das Wintermärchen - Kim Hardy in Die Möwe - Brian Markey in Mixed Marriage - Charlene McKenna in Gespenster - Rose Reynolds in Titus Andronicus - Gemma Soul in The Recruiting Officer - Luke Thompson in Ein Sommernachtstraum - Olivia Vinall in Othello                                   |
| 2014 | Susannah Fielding in Der Kaufmann von Venedig | Tom Mothersdale in Der Kirschgarten            | Cynthia Erivo in Heinrich IV.                                                   |                      | - Stefano Braschi in Schade dass sie eine Hure ist - Rebecca Collingwood in Widower’s House - Ncuti Gatwa in Romeo und Julia - Emma Hall in Der bekränzte Hippolytos - Jennifer Kirby in Heinrich IV. - Daisy May in Wie es euch gefällt - Frances McNamee in A Lady of Little Sense - Ekow Quartey in Frühlings Erwachen - Michael Shelford in Hobson’s Choice - Thalissa Teixeira in Elektra                                               |
| 2015 | James McArdle in Platonow                     | Elliot Barnes-Worell in Man and Superman       | Freddie Fox in Romeo und Julia                                                  |                      | - Joel MacCormack in Orestie - Ken Nwosu in Wie es euch gefällt - Jack Colgrave Hirst in Das Wintermärchen - Joshua James in Die Möwe, Platonow - Emily Barber in Cymbeline - Jenny Rainsford in Love for Love - Jessica Baglow in Perikles - Jessica Brown Findlay in Orestie |
| 2016 | Paapa Essiedu in Hamlet, King Lear            | Jessica Brown Findlay in Onkel Wanja           | Fisayo Akinade in Die heilige Johanna                                           |                      | - James Corrigan in Die beiden edlen Vettern - Emma Curtis in Comus - Marcus Griffiths in Hamlet - Felicity Huxley-Miners in Der Bär - Francesca Mills in Der Revisor - Marc Rhys in Cyrano de Bergerac - Natalie Simpson in König Lear, Hamlet, Cymbeline - Ewan Somers in Viel Lärm um nichts - Marli Siu in Viel Lärm um nichts - Joanna Vanderham in Richard III. - Paksie Vernon in The Philanderer                                     |
| 2017 | Natalie Simpson in The Cardinal               | Tamara Lawrance in Was ihr wollt               | Ellie Bamber in Die Frau vom Meer                                               |                      | - Daniel Ezra in Was ihr wollt - Rebecca Lee in Romeo und Julia - James Corrigan in Julius Caesar - Ned Derrington in Ein Sommernachtstraum - Sope Dirisu in Coriolanus - Arthur Hughes in Julius Caesar - Douggie McMeekin in Ein Sommernachtstraum - Hannah Morrish in Titus Andronicus |
| 2018 | Bally Gill in Romeo und Julia                 | Hannah Morrish in Antonius und Cleopatra       | Luke Newberry in Macbeth                                                        |                      | - Daniel Burke in Troilus und Cressida - Heledd Gwynn in Heinrich V. - Tyrone Huntley in Ein Sommernachtstraum - Martins Imhangbe in Richard II. - Toheeb Jimoh in Ein Sommernachtstraum - Aaron Pierre in Othello - Ellora Torchia in Die beiden edlen Vettern - Helena Wilson in Maß für Maß |
| 2019 | Heledd Gwynn in Hedda Gabler, Richard III.    | Hammed Animashaun in Ein Sommernachtstraum     | Ronkẹ Adékoluẹjo in Drei Schwestern                                             |                      | - Kitty Archer in Tartuffe - Eben Figueiredo in Cyrano de Bergerac - Isis Hainsworth in Ein Sommernachtstraum - Ebony Jonelle in Wie es euch gefällt - Ioanna Kimbook in Die Herzogin von Malfi - Racheal Ofori in Drei Schwestern - Billy Postlethwaite in Macbeth - Ekow Quartey in Ein Sommernachtstraum - Kit Young in Ein Sommernachtstraum                                                                                             |

Aufgrund der COVID-19-Pandemie fand 2020 kein Empfang im National Theatre statt. Die Nominierten von 2019 wurden 2021 ausgezeichnet und im Jahr 2022 Auftritte aus den Jahren 2020 und 2021.

### 2020–
| Jahr      | 1. Platz                                             | 2. Platz                        | 3. Platz                                  | Special Commendation                      | Commendations |
| --------- | ---------------------------------------------------- | ------------------------------- | ----------------------------------------- | ----------------------------------------- | --- |
| 2020/2021 | Gloria Obianyo in Paradise                           | Aimee Lou Wood in Onkel Wanja   | Lorn Macdonald in Das Leben ist ein Traum |                                           | - Jonathan Ajayi in Hamlet - Norah Lopez Holden in Hamlet - Baker Mukasa in Die Komödie der Irrungen - Rebekah Murrell in Romeo und Julia - Anna Russell-Martin in Das Leben ist ein Traum - Josh Zaré in Maß für Maß |
| 2022      | Abiola Owokoniran in The Importance of Being Earnest | William Robinson in Britannicus | Rosy McEwen in Othello                    |                                           | - Rose Ayling-Ellis in Wie es euch gefällt - Eben Figueiredo in Viel Lärm um nichts - Conor Glean in Heinrich VI., Richard III. - Phoebe Horn in Viel Lärm um nichts - Mirren Mack in Hamlet - Daniel Rock in Richard II. - Rosie Sheehy in Richard III., Ende gut, alles gut - Chanel Waddock in Othello - Claire Wetherall in Viel Lärm um nichts - Benjamin Wilson in Viel Lärm um nichts                            |
| 2023      | Francesca Mills in Ein Sommernachtstraum             | Toheeb Jimoh in Romeo und Julia | Joseph Payne in Der Sturm, Macbeth        |                                           | - Shyvonne Ahmmad in Macbeth - Jonathan Case in Macbeth - Joséphine Callies in Heinrich V. - Samuel Creasey in Das Wintermärchen - Amber James in Cymbeline, The Fair Maid of the West - Shalisha James-Davis in Romeo und Julia - Tyreke Leslie in Wie es euch gefällt - Taheen Modak in Pygmalion - Danielle Phillips in Die Komödie der Irrungen - Anna Russell-Martin in Macbeth - Kibong Tanji in Titus Andronicus |
| 2024      | Francesca Amewudah-Rivers in Romeo und Julia         | Ralph Davis in Othello          | Éanna Hardwicke in Der Kirschgarten       | Francesca Mills in Die Herzogin von Malfi | - Melanie-Joyce Bermudez in Verlorene Liebesmüh - Tom Glenister in Nora oder Ein Puppenheim - Madeleine Gray in Onkel Wanja - Oli Higginson in Othello - Nadeem Islam in Antonius und Cleopatra - Siena Kelly in Nora oder Ein Puppenheim - Daniel Quinn-Toye in Romeo und Julia - Andrew Richardson in Onkel Wanja, Ein Sommernachtstraum - Rumi Sutton in The Importance of Being Earnest                             |

## Jury
Von Beginn an bis 2015 gehörte John Peter der Jury an. Weitere Juroren bilden Regisseure/Artistic Directors, Schauspieler und die Casting-Directors des Royal National Theatre. Die Jury für die Jahre 1999, 2004, 2008 und 2011 wurde nicht bekanntgegeben. Auf Peter folgte 2018 Kate Bassett, Theaterkritikerin der Times.
| Jahr    | Jury                           | Jury                         | Jury                            | Jury                                            |
| Jahr    | Theaterkritiker (Sunday) Times | Regisseur/ Artistic Director | Schauspieler                    | Casting Director National Theatre               |
| ------- | ------------------------------ | ---------------------------- | ------------------------------- | ----------------------------------------------- |
| 1990    | John Peter                     | Ian Brown                    | Sylvia Syms                     |                                                 |
| 1991    | John Peter                     | Ian Brown                    | Sylvia Syms                     |                                                 |
| 1992    | John Peter                     | Ian Brown                    | Sylvia Syms                     |                                                 |
| 1993    | John Peter                     | Nicholas Wright              | Jane Lapotaire                  |                                                 |
| 1994    | John Peter                     | Nicholas Wright              | Jane Lapotaire                  | Serena Hill                                     |
| 1995    | John Peter                     | Nicholas Wright              | Jane Lapotaire                  | Serena Hill                                     |
| 1996    | John Peter                     |                              | Jane Lapotaire                  | Serena Hill                                     |
| 1997    | John Peter                     | Peter Gill                   |                                 | Serena Hill                                     |
| 1998    | John Peter                     | Peter Gill                   | Penelope Wilton                 | Wendy Spon                                      |
| 2000    | John Peter                     | Peter Gill                   | Penelope Wilton                 | Wendy Spon                                      |
| 2001    | John Peter                     | Howard Davies                | Penelope Wilton                 |                                                 |
| 2002    | John Peter                     | Howard Davies                | Eileen Atkins                   | Gabrielle Dawes, Hannah Miller                  |
| 2003    | John Peter                     | Lindsay Posner               | Penny Downie                    | Toby Whale                                      |
| 2005    | John Peter                     | Lindsay Posner               | Francesca Annis                 | Toby Whale                                      |
| 2006    | John Peter                     | Lindsay Posner               | Francesca Annis                 | Toby Whale                                      |
| 2007    | John Peter                     | Michael Grandage             | Penny Downie                    | Wendy Spon                                      |
| 2009    | John Peter                     | Michael Grandage             | Geraldine James                 | Wendy Spon                                      |
| 2010    | John Peter                     | Michael Grandage             | Geraldine James                 | Alastair Coomer                                 |
| 2012    | John Peter                     | Michael Grandage             | Geraldine James                 | Wendy Spon                                      |
| 2013    | John Peter                     | Michael Grandage             | Francesca Annis                 | Wendy Spon                                      |
| 2014    | John Peter                     | Michael Grandage             | Francesca Annis                 | Wendy Spon                                      |
| 2015    | John Peter                     | Michael Grandage             | Deborah Findlay                 | Wendy Spon                                      |
| 2016    |                                | Michael Grandage             | Deborah Findlay                 | Wendy Spon                                      |
| 2017    |                                | Michael Grandage             | Deborah Findlay                 | Wendy Spon                                      |
| 2018    | Kate Bassett                   | Michael Grandage             | Deborah Findlay                 | Wendy Spon                                      |
| 2019    | Kate Bassett                   | Lindsey Turner               | Deborah Findlay                 | Alastair Coomer                                 |
| 2020/21 | Kate Bassett                   |                              | Emma Fielding, Ashley Zhangazha | Alastair Coomer                                 |
| 2022    |                                | Robert Hastie                | Emma Fielding, Ashley Zhangazha | Alastair Coomer                                 |
| 2023    |                                | Robert Hastie                | Emma Fielding, Ashley Zhangazha | Alastair Coomer                                 |
| 2024    |                                | Robert Hastie                | Fisayo Akinade                  | Alastair Coomer (Head of Casting) Hannah Miller |